# 多刺似美花介
多刺似美花介（学名：Paracytheridea polyspinosa）为似美花介科似美花介屬下的一个种。